# Terminator: Resistance
Terminator: Resistance — комп'ютерна гра у жанрі шутера від першої особи, розроблена польською компанією Teyon. Вихід гри відбувся 15 листопада 2019 в Європі та Австралії, а в Північній Америці гра вийшла 3 грудня 2019 року. Невдовзі до релізу був показаний шостий фільм франшизи «Термінатор (фільм)» — «Термінатор: Фатум», але гра не має жодного відношення до його хронології чи персонажів. Terminator: Resistance також ігнорує всі події після «Термінатор 2: Судний день».

## Сюжет та геймплей
Історія розгортається в постапокаліптичному 2028 ріку в Лос-Анджелесі та є приквелом до фільмів «Термінатор» і «Термінатор 2: Судний день»Термінатор 2: Судний день [Джеймса Кемерона. Гравцям пропонується грати за нового персонажа — рядового Якоба Ріверса, солдата супротиву Джона Коннора який бореться проти Скайнет. У грі є кілька можливих кінцівок, відкриття яких залежить від прийнятих рішень під час проходження
Хоча акцент робиться на класичний для шутерів від першої особи екшен, в грі також присутні елементи RPG: збір ресурсів, модифікації, торгівля та необов'язкові побічні завдання. З деякими персонажами можна спілкуватися, і залежно від обраних відповідей змінювати їх ставлення від позитивного до негативного.

## Випуск
5 листопада 2020 року розробники представили безкоштовне оновлення, головною новинкою якого став режим Infiltrator («Лазутчик»). Гравці беруть на себе управління термінатором T-800 щоб зібрати розвіддані про опір, знищити ключові аванпости та ліквідувати полевого командира. Під час проходження виявляється, що саме завдяки цьому Т-800 Скайнет дізналося ім'я та місто проживання Сари Коннор, матері Джона Коннора. Особливістю цього режиму є відсутність збережень на усьому проходженні, і якщо гравця вб'ють, то треба буде починати з самого початку. Також у файлах гри доступний комікс Zero Day Exploit, який розповідає про долю Джессіки Берон і доктора Мака до основної події.
16 грудня 2020 року Reef Entertainment і Teyon оголосили про випуск версії Enhanced для PlayStation 5 26 березня 2021 року, але перенесли на 30 квітня. Очікуються роздільна 4K при 60 кадрах в секунду, компютерна теселяція, високі текстури, вдосконалене освітлення, динамічні тіні та післяобробка, більш детальні ефекти частки, підтримка бездротового контролера DualSense. Крім того, Terminator: Resistance для PlayStation 4 отримає оновлення з режимом «Лазутчик». Колекційне видання включає стілбук, комікс Zero Day від Dark Horse Comics і чотири картки з персонажами. Новий сюжетний додаток планувалося літом 2021 року для PlayStation 5 та ПК. 2 вересня Reef Entertainment повідомила, що Джон Коннор видасть місію «Рубіж очищення». Чотиригодинне доповнення вийшло 10 грудня 2021 року.

## Відгуки та критика
| Агрегатор  | Оцінка                                              |
| ---------- | --------------------------------------------------- |
| Metacritic | (PC) 60/100 (PS4) 47/100 (PS5) 62/100 (XONE) 55/100 |

| Видання | Оцінка |
| ------- | ------ |
| IGN     | 6,5/10 |

Журналісти відзначили проект за вірність лору, атмосферу та відсутність мікротранзакцій, але графіку та штучний інтелект ворогів порівнювали із стандартами 2015 року, а також розкритикували сюжет та ряд механік як застарілі та нудні. В той же час оцінили за рахунок низької ціни та неочікувано великої тривалості. Деякі геймери назвали гру відмінною на фоні попередників, оцінивши сюжет, атмосферу і, в основному, геймплей.
}}
Terminator: Resistance — це комп'ютерна гра у жанрі шутера від першої особи, розроблена польською компанією Teyon та видана Reef Entertainment. Гра вийшла 15 листопада 2019 року в Європі та Австралії, а в Північній Америці - 3 грудня 2019 року. Гра призначена для платформ Windows, PlayStation 4, PlayStation 5 та Xbox One. 

## Сюжет та геймплей
Гра розгортається в постапокаліптичному 2028 році в Лос-Анджелесі та є приквелом до фільмів "Термінатор" та "Термінатор 2: Судний день". Сюжет гри не має жодного відношення до подій шостого фільму франшизи - "Термінатор: Темні судьби", і ігнорує всі події після "Термінатор 2: Судний день". Гравці виступають у ролі Якоба Ріверса, солдата, який протистоїть Скайнету та його термінаторам.
Геймплей складається з елементів шутера від першої особи та комп'ютерної рольової гри. Гравцеві доводиться збирати ресурси, модифікувати обладнання, торгувати та виконувати побічні завдання. Гра також має нелінійний сценарій з кількома можливими кінцівками, які залежать від рішень гравця.

## Оновлення та розширення
5 листопада 2020 року розробники представили безкоштовне оновлення з новим режимом Infiltrator. У цьому режимі гравець керує термінатором T-800, якому потрібно зібрати розвіддані про опір та ліквідувати ключові цілі. Режим Infiltrator відрізняється тим, що в ньому відсутній збереження під час проходження, і у разі смерті гравець повинен починати спочатку.
16 грудня 2020 року анонсовано версію Enhanced для PlayStation 5, яка вийшла 30 квітня 2021 року. У версії для PS5 очікувалися вдосконалення графіки, такі як 4K при 60 кадрах в секунду, тесселяція, високі текстури, покращене освітлення та ефекти. Також гра має підтримку бездротового контролера DualSense.
2 вересня 2021 року анонсовано сюжетне доповнення, в якому гравець буде мати можливість взяти участь в подіях "Рубіж очищення". Реліз доповнення відбувся 10 грудня 2021 року.

## Оцінки та відгуки
"Terminator: Resistance" отримала різні відгуки від критиків. На Metacritic гра має середній бал 60/100 для версії для ПК, 47/100 для версії для PlayStation 4 та 62/100 для версії для PlayStation 5. Версія для Xbox One отримала середню оцінку 55/100. PC Gamer надав грі оцінку 70/100 для американської версії та 52/100 для британської версії.
Журналісти відзначили вірність лору "Термінатора", атмосферу гри та відсутність мікротранзакцій. Однак були висловлені зауваження щодо графіки, штучного інтелекту ворогів та деяких механік гри, які вони вважали застарілими та нудними. Сюжет також отримав критику. Гравцям було порекомендовано гру завдяки низькій ціні та великій тривалості.
Гравці також залишають різні відгуки, де деякі з них висловлюють вдячність за гру, яка вони вважають найкращою серед інших ігор за "Термінатором". Серед переваг виділяють атмосферу, геймплей та вірність уявленню про "Термінатор". Зауваження стосуються візуальних аспектів, але гравці в основному вибачають їх, оцінюючи гру як дуже задовільну.
Overall, "Terminator: Resistance" зарекомендувала себе як гра, в якій фанати франшизи можуть насолоджуватися атмосферою та геймплеєм, але вона не викликала широкого зацікавлення аудиторії та отримала середні оцінки від критиків.